# Санта Тереза (Верона)
Санта Тереза је насеље у Италији у округу Верона, региону Венето.
Према процени из 2011. у насељу је живело 74 становника. Насеље се налази на надморској висини од 17 м.